# Bob Gainey
Robert Michael „Bob“ Gainey (* 13. Dezember 1953 in Peterborough, Ontario) ist ein ehemaliger kanadischer Eishockeyspieler und -trainer, der von 1973 bis 1989 für die Montréal Canadiens in der National Hockey League spielte. Vom Sommer 2003 bis zum Februar 2010 war er General Manager der Montréal Canadiens.

## Karriere

### Spieler
Als Junior spielte er bei den Peterborough Petes in der Ontario Hockey Association. Die Montreal Canadiens holten ihn beim NHL Amateur Draft 1973 in der ersten Runde als Achten. Gainey, ein ausgewiesener Defensivstürmer, gewann die 1978 eingeführte Frank J. Selke Trophy für den besten defensiven Angreifer viermal in Folge – ein Rekord, der erst 2022 von Patrice Bergeron übertroffen wurde. Kein anderer Spieler in der NHL war seinerzeit derart in der Lage, ohne auch nur einen Strafpunkt zu machen, ein ganzes Spiel zu drehen. Seine Stärke war es, den gegnerischen Spielmacher zu neutralisieren. Nachdem er von 1976 bis 1979 viermal in Folge den Stanley Cup gewonnen hatte, durfte er 1986 als Kapitän die Canadiens zu seinem fünften Titel führen. Von 1981 bis 1989 trug er das C auf der Brust und nur Jean Béliveau war länger Kapitän der Canadiens.

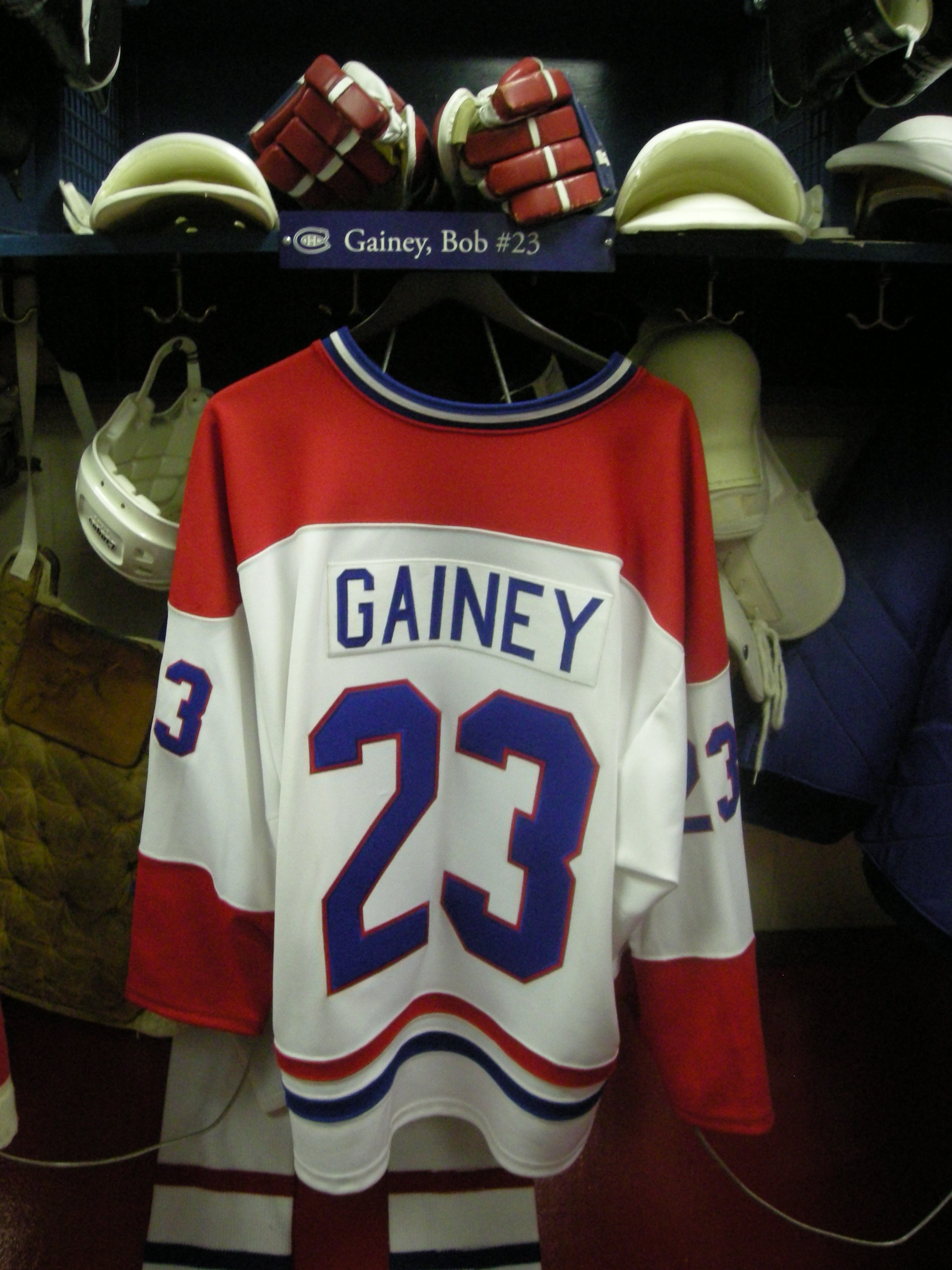
Gaineys Trikot in der Hockey Hall of Fame

1992 wurde er mit der Aufnahme in die Hockey Hall of Fame geehrt und am 23. Februar 2008 werden die Montreal Canadiens seine Trikotnummer 23 als Banner an die Hallendecke des Centre Bell hängen, die somit an keinen Spieler des Franchise mehr vergeben wird.
Bob Gainey war auch für die kanadische Eishockeynationalmannschaft aktiv. So bestritt er die Eishockey-Weltmeisterschaften 1982 und 1983 sowie den Canada Cup in den Jahren 1976 und 1981. Schließlich spielte er mit den NHL-All-Stars im Challenge Cup 1979 gegen die sowjetische Eishockeynationalmannschaft.

### Trainer und Manager
Direkt nach seinem Karriereende ging er nach Frankreich und startete dort seine Trainerkarriere. Nach einem Jahr kehrte er nach Nordamerika zurück und übernahm sein erstes Traineramt in der NHL bei den Minnesota North Stars und schaffte es in seinem ersten Jahr in das Stanley Cup Finale. Er zog mit dem Team nach Dallas um und brachte es auf fünfeinhalb Jahre hinter der Bande der Stars. Parallel dazu arbeitete er von 1992 bis 2002 als General Manager des Teams. Während seiner Amtszeit als GM konnten die Stars 1999 den Stanley Cup gewinnen. 1998 war er mitverantwortlich für die Nominierung des Kaders der kanadischen Nationalmannschaft für die Olympischen Winterspiele in Nagano.
2003 übernahm er bei den Montreal Canadiens den Job des General Managers. Im Januar 2006 entließ er Claude Julien als Trainer und übernahm selbst das Traineramt für den Rest der Saison. Guy Carbonneau arbeitete in der Zeit als Gaineys Assistenztrainer und erhielt im Sommer den Job als Cheftrainer.

### Privates
Am 21. Juni 1995 starb Gaineys Frau Cathy, die fünf Jahre gegen einen Hirntumor angekämpft hatte. Er und seine Frau hatten vier Kinder Anna, Coleen, Steve und Laura. Mitte Dezember 2006 verscholl seine 25-jährige Tochter Laura, die im Atlantischen Ozean, etwa 700 Kilometer vor Cape Cod, Massachusetts, bei stürmischen Wetter durch eine Welle vom Deck eines Schiffs geschwemmt wurde. Laura Gainey hatte auf dem Dreimaster gearbeitet. Nach drei Tagen stellte die Küstenwache ihre Suchaktion ein, da sie nicht gefunden werden konnte. Bob Gainey legte vorübergehend sein Amt als GM der Montréal Canadiens nieder.

## Erfolge und Auszeichnungen
- Gewinn des Stanley Cup: 1976, 1977, 1978, 1979 und 1986
- 1976 Goldmedaille beim Canada Cup
- 1981 Silbermedaille beim Canada Cup
- 1982 Bronzemedaille bei der Weltmeisterschaft
- 1983 Bronzemedaille bei der Weltmeisterschaft
- Gewinn der Conn Smythe Trophy: 1979
- Gewinn der Frank J. Selke Trophy: 1978, 1979, 1980 und 1981